# One Hokkaido Project
『One Hokkaido Project』（ワン・ホッカイドウ・プロジェクト）は、NHK札幌放送局及び北海道内の民放テレビ局5局（北海道放送、札幌テレビ放送、北海道テレビ放送、北海道文化放送、テレビ北海道）のテレビ6局による共同キャンペーン。

## 概要
2018年の北海道命名150年を機に、放送局の垣根を越えての共同事業や番組制作を行うとともに北海道の発展と繁栄の為に「北海道のローカルテレビ局だからできること」で貢献していくことを目指す合同企画。
初年度2018年度は「伝えていこう」をコンセプトにキャンペーンソングと参加各局合同のサイマル特番を実施。
2019年6月には、「情報通信月間」の北海道総合通信局表彰を受賞。

## 組織
参加放送局
- NHK札幌放送局
- 北海道放送
- 札幌テレビ放送
- 北海道テレビ放送
- 北海道文化放送
- テレビ北海道

協賛
- 石屋製菓
- ニトリ
- よつ葉乳業
- アイン薬局
- ANA
- JA共済
- アサヒビール
- 日産自動車
- 北海道新聞社
- ロジネットジャパン

## キャンペーンソング「私たちの道」
50年先も歌い継がれる新しい北海道の歌を目指すことをコンセプトに、2018年5月29日から6月26日まで「未来に伝えていきたい北海道」をテーマに視聴者からメッセージを募集し、メッセージを元になかにし礼の作詞と蔦谷好位置の作曲で「私たちの道」を制作。なかにしは「自分が生きた青春時代を思い出しながら、悩む思いで書いた」と若い世代へのメッセージが込められた作詞を行い、蔦谷はストリングスを主体として荘厳な中に温かさや未来への希望が感じられるメロディーを作曲し、今を生きる子供たちが北海道で生まれ育った誇りを胸にコスモポリタンとして世界を舞台に夢を描く未来への願いを込めたものとなっている。
音源は学校行事での活用を目的とした市立札幌旭丘高等学校合唱部の模範音源による「合唱バージョン」、CDシングル用に北海道ゆかりの歌手や著名人ら30組38人の歌唱による「著名人バージョン」の2種のアレンジが用意された。合唱用楽譜はキャンペーンサイトからダウンロード可能となっている。
楽曲の収益は北海道庁「ほっかいどう未来チャレンジ基金」と日本赤十字社「平成30年北海道胆振東部地震災害義援金」に寄付される。
収録曲
（作詞：なかにし礼 作曲：蔦谷好位置）
1. 私たちの道
2. 私たちの道 inst.

参加アーティスト
- 飯田圭織
- 五十嵐浩晃
- 伊吹吾郎
- 上杉周大（THE TON-UP MOTORS）
- m.c.A・T
- 大黒摩季
- 紺野あさ美
- 佐々木明
- 鈴井貴之/TEAM NACS（森崎博之・安田顕・戸次重幸・大泉洋・音尾琢真）
- 千堂あきほ
- タカアンドトシ（タカ・トシ）
- 高橋恵子
- 田中雅美
- とにかく明るい安村
- 内藤大助
- 野宮真貴
- 長谷川初範
- 初音ミク
- 半﨑美子
- バービー（フォーリンラブ）
- 福原美穂
- 藤本美貴
- 平成ノブシコブシ（吉村崇・徳井健太）
- 細川たかし
- 北海道コンサドーレ札幌（宮澤裕樹・荒野拓馬・進藤亮佑）
- 増子直純（怒髪天）
- 三浦雄一郎
- YASU
- Rihwa
- 折茂武彦（レバンガ北海道）ミュージックビデオのみ

## 特別番組

### みんなで道フェス!2019
2018年度の全局サイマル特別番組として「みんなで道フェス!2019～どさんこの夢 応援するべさ～」（みんなでどうふぇす!2019 どさんこのゆめ おうえんするべさ）を放送。
NHK札幌放送局第1スタジオをメインスタジオとして用い「夢」をテーマに全道各地の夢を持ち頑張る人々のもとから中継をつなぎ、著名人からのメッセージやVTRも紹介し北海道の魅力を伝えるとともに、『「私たちの道」大合唱』ではスタジオと中継先や各局のお天気カメラの下に集まる人々の歌声を組み合わせてのMV制作を行う。
MV撮影での各局の天気カメラ担当箇所の集合先には担当局のマスコットが配置され、NHKは札幌・大通公園西2丁目、HBCは釧路・幣舞橋川岸フィッシャーマンズワーフMOO横、STVは函館・金森赤レンガ倉庫西波止場デッキ、HTBは帯広・南公園、uhbは礼文島・礼文町役場裏、TVhは小樽・浅草橋にて撮影を行い、3月25日にYouTubeで公開された。
基本的にNHK総合北海道エリアと道内民放の6局同時での放送だが、CM前の秘蔵映像コーナーは各局個別の内容を放送した。6局での同時放送は2006年「我が家に地デジがやってきた」以来となる。NHKはCM中は「私たちの道」のCMやスタジオトークを放送。
出演者
- 司会：大泉洋（TEAM NACS、フェス長）・タカアンドトシ（タカ・トシ、MC）
- スタジオアナウンサー：星麻琴（NHK札幌）・金城茉里奈（HBC）・大家彩香（STV）・高橋春花（HTB）・柴田平美（uhb）・磯田彩実（TVh）
- 中継企画（中継先のカッコ内は担当局）
  - 網走市「おーろら」船上（STV）：福永俊介（STV）・小澤良太（TVh）・請川博一（ドローンパイロット）
  - 札幌市 大通駅・地下歩行空間街頭インタビュー「夢教えて隊」（uhb）：オクラホマ（河野真也・藤尾仁志）
  - 鹿追町 大平畜産工業（HTB）：依田英将（HTB）・八木隆太郎（uhb）・片野亜弓（大平畜産工業副牧場長）
  - 安平町 早来中学校仮設校舎（HBC）：堀啓知（HBC）・関根太朗（NHK札幌）・早来中学校生徒
- VTR出演
  - 夢メッセージ：高梨沙羅、三浦雄一郎、山道ヒビキ（民族共生象徴空間「ウポポイ」アイヌ舞踊グループリーダー）
  - 「私たちの道」紹介：なかにし礼
- スタジオゲスト：蔦谷好位置、よよか（かねあいよよか）、市立札幌旭丘高等学校合唱部

## #祝エール
2019新型コロナウイルスに伴い卒業式が縮小・中止となった2020年卒業の学生へ向けた特別企画として「この春、卒業するみなさんへ「＃祝エール」を」を実施。
学生に卒業式を大切な思い出にしてほしい思いや、北海道内の落ち込んだ空気を明るくしたい思いを込めプロジェクト参加各局のアナウンサーや北海道にゆかりのある著名人が「#祝エール」のハッシュタグと企画ロゴ・参加各局のロゴの入ったテンプレートを用いて卒業生への祝賀メッセージや動画を発信するとともに、一般からもTwitter・Instagramを用い同テンプレートを用いた卒業祝賀メッセージを募集する。また3月9日から24日にかけて参加各局にて「私たちの道」の著名人歌唱映像を用いた卒業祝賀のメッセージを込めたCMを放映する。
参加アナウンサー（記入例として掲載）
- HBC：森田絹子
- STV：村雨美紀、大家彩香
- HTB：高橋春花、林和人
- uhb：柴田平美
- TVh：湯浅知里

メッセージ参加著名人
- 鈴木直道
- リーチ・マイケル
- 伊吹吾郎
- 千堂あきほ
- YASU
- 上杉周大
- 半﨑美子
- m.c.A・T
- 蔦谷好位置
- 福原美穂
- 内藤大助
- 大黒摩季
- 原田雅彦
- バービー
- TEAM NACS
- 鈴井貴之
- Rihwa
- 金子智也
- HAMBURGER BOYS
- 木下遥